# 24時間テレビ45 愛は地球を救う
『24時間テレビ45 「愛は地球を救う」 会いたい!』（24じかんテレビ45 「あいはちきゅうをすくう」 あいたい!）は、日本テレビ系列にて2022年8月27日（土）18:30 - 8月28日（日）20:54（JST）に生放送された通算45回目の『24時間テレビ 「愛は地球を救う」』である。

## 概要
本来のメイン会場でもある日本武道館が8月26・27日はLUNA SEAのコンサートが、28日は第38回高円宮杯日本武道館書写書道大展覧会などが開催されることから使用できないため、メイン会場として4年連続で両国国技館を使用することになった。なお、テレビ本番までYouTubeチャンネルの「ジャにのちゃんねる」にて毎週金曜日に本番組の関連コンテンツも配信された。
2019年（第42回）以来となる有観客での開催となった。
ただし、対面での募金活動は行わない。
『笑点』のチャリティー大喜利において出演予定だった6代目三遊亭円楽が肺がんによる入院のため出演を取りやめ、放送の約1ヶ月後となる9月30日に亡くなった。その一方で桂宮治が『24時間テレビ』初出演となった。
毎年エンディングで大合唱されている「サライ」の楽曲完成から30周年となる本年、作曲者であり毎年歌唱に参加してきた加山雄三が85歳を迎えてコンサート活動からの引退を表明しており、加山の歌唱参加はこれが最後となる予定だった。しかし、翌年の第46回に病気療養中の谷村新司へエールを送るため例外的に登壇、サライの歌唱に加わっている。
谷村新司は翌年のサライの歌唱に病気療養中のため参加せず、放送終了後の2023年10月8日に死去したため、結果的にこの年の歌唱参加が最後となった。
この他、「燃える闘魂！アントニオ猪木がなぜ闘病生活を見せるのか」コーナーの中で出演した元プロレスラーで参議院議員のアントニオ猪木が10月1日に79歳で死去したため、これが猪木の生前最後のテレビ出演となった。
この年は「THE突破ファイル」や「沸騰ワード10」の制作陣が中心となって制作されたため、これらに関わる演者も多く出演している。

## 出演者
※グループ名・所属は基本的に当時のもの

### 総合司会
- 羽鳥慎一[11]
- 水卜麻美（日本テレビアナウンサー）

### メインパーソナリティー
- ジャにのちゃんねる[12]
  - 二宮和也（嵐）
  - 中丸雄一（KAT-TUN）
  - 山田涼介（Hey! Say! JUMP）
  - 菊池風磨（Sexy Zone）

※二宮は2019年以来6回目、中丸は2006年以来2回目、山田は2015年以来2回目、菊池は2018年以来2回目の担当となった。
※二宮は櫻井翔と並んで最多のメインパーソナリティー担当者となった（6回）。
※菊池はフジテレビ土曜19:00番組『芸能人が本気で考えた!ドッキリGP』のレギュラー出演者（「ドッキリクリエイター」名義）を務めており、当日の19:00 - 23:10では『ドッキリGP』の4時間SPが放送されていたが、菊池は番組内のドッキリVTRに出演だけで、スタジオ出演はなかった。

### マラソンランナー
- 兼近大樹（EXIT）[13][注釈 3]。

※単独での走行は、2018年のみやぞん（ANZEN漫才）以来4年ぶりであるが、みやぞんのそれはトライアスロン形式であったので、1人で長距離を走るマラソン形式のみで行うのは2017年のブルゾンちえみ（現・藤原史織）以来5年ぶりである。

### トライアスロン挑戦者
- 村山輝星[14]

### 24時間テレビサポーター
- 徳光和夫[11]

### PART.1 出演者
- 御嶽海
- 翔猿
- 指原莉乃
- 中条あやみ
- 中岡創一（ロッチ）
- 堀田茜
- 谷まりあ
- HIKAKIN
- 橋本環奈
- 内村光良（ウッチャンナンチャン）
- 風間俊介
- 高橋由伸（元巨人軍監督）

### THE夜もヒッパレ
- 三宅裕司
- 中山秀征
- 赤坂泰彦
- MAX
- 知念里奈
- 屋良朝幸
- 王林
- ファーストサマーウイカ
- 水木一郎
- 中川翔子
- 麻倉未稀
- アリス
- HiHi Jets
- May J.
- サンプラザ中野くん
- パッパラー河合

### 24時間テレビ的ニュースショー
- 桝太一
- 木原実
- 秋川雅史
- マヂカルラブリー - 福島からの中継
- タイムマシーン3号 - 福井からの中継
- 村方乃々佳 - 福岡からの中継

### NNNニュース・サンデー
- 木原実

### PART.4 出演者
- 柴田理恵
- 佐藤栞里
- 吉村崇（平成ノブシコブシ）
- イモトアヤコ
- 新川優愛
- 波瑠
- 知念侑李（Hey! Say! JUMP）
- 生見愛瑠
- 朝日奈央
- 陣内智則
- ガンバレルーヤ
- 山田涼介（Hey! Say! JUMP）
- 山崎弘也
- 王林
- 錦鯉
- マヂカルラブリー

### PART.5 出演者
- 鷲見玲奈
- DAIGO
- 本田真凜

### PART.6 出演者
- 須﨑優衣（東京五輪 レスリング・金メダリスト）

ヒルナンデス!チーム
- 南原清隆（ウッチャンナンチャン）
- 井桁弘恵
- ぺこぱ
- 阿佐ヶ谷姉妹
- 有岡大貴
- 久本雅美
- 木村昴
- 大沢あかね
- チョコレートプラネット
- 佐藤栞里
- 生見愛瑠
- フワちゃん

THE 突破ファイルチーム
- 内村光良（ウッチャンナンチャン）
- サンドウィッチマン

### 日本テレビアナウンサー
- 岩田絵里奈
- 蛯原哲 - マラソン実況
- 石川みなみ - マラソンリポート
- 浦野モモ - 日産グローバル本社ギャラリー進行
- 林田美学 - 日産グローバル本社ギャラリー進行
- 伊藤大海 - NNNニュース
- 市來玲奈 - トライアスロンリポート
- 藤井貴彦 - ニュースショー
- 岩本乃蒼 - ニュースショー、ニュース・サンデー
- 後呂有紗 - ニュースショー
- 佐藤真知子 - ニュースショー
- 徳島えりか - ニュースショー
- 伊藤遼 - ニュースショー、ニュース・サンデー
- 田辺大智 - NNNストレイトニュース
- 滝菜月 - ヒルナンデス!チーム
- 篠原光 - ヒルナンデス!チーム
- 杉原凜 - NNNニュース

## チャリTシャツ
- デザイン - 長場雄[15]

※収益金はチャリティーとなる。

## 企画・コーナー

### 24時間もヒッパレ！あの名曲に会いたい！
『THE夜もヒッパレ』の復活企画。総合司会であった三宅裕司、中山秀征、進行アシスタントであった赤坂泰彦、レギュラー出演者であったMAX、知念里奈らが出演。
なお、同番組は3月放送の『日テレ系音楽の祭典 Premium Music 2022』でも復活企画が行われていた（ただし中山、知念は出演しなかった）。また、レギュラー放送時の2001年（第24回）と2002年（第25回）の24時間テレビでは、深夜帯に『THE深夜もヒッパレ CLUB24』と題してスピンオフ企画が放送していた。今回はテロップは全て『24時間テレビ』仕様となり、歌唱セットの一部は『THE MUSIC DAY』及び『ベストアーティスト』のものを流用していた。

### すぎやまこういち物語 ドラゴンクエスト『序曲』知られざる誕生秘話
すぎやまこういちの半生（主にドラゴンクエストの楽曲制作について）を描く。原作は「ドラゴンクエストへの道」（監修：石ノ森章太郎、作画：滝沢ひろゆき（石森プロ）、企画制作：スクウェア・エニックス）。すぎやまは安田顕（TEAM NACS）が演じた。この他、すぎやまの付き人だった橋本淳役を野田クリスタル（マヂカルラブリー）。ドラゴンクエストの制作チームとして、千田幸信役を平子祐希（アルコ＆ピース）、堀井雄二役を芝大輔（モグライダー）、中村光一役を加賀翔（かが屋）、他に古屋呂敏。エニックスの女性職員役を百田夏菜子（ももいろクローバーZ）が演じた。

### ライブ・パフォーマンス
- オープニング（8月27日：18:30頃）
  - ジャにのちゃんねる「Happiness」（嵐）[18]
- 24時間もヒッパレ！あの名曲に会いたい！（8月27日：23:15頃）
  - 王林・ファーストサマーウイカ「淋しい熱帯魚」(Wink)
  - 山田・菊池「青春アミーゴ」（修二と彰）[19]
  - 中丸・水木一郎「マジンガーZ」（水木一郎）[20]
  - 中川翔子・麻倉未稀「残酷な天使のテーゼ」(高橋洋子)
  - 知念里奈「紅蓮華」(LiSA)
  - 屋良朝幸・HiHi Jets・中山秀征「Habit」（SEKAI NO OWARI）[21]
  - 菊池・鼠先輩「六本木～GIROPPON～」(鼠先輩)
  - サンプラザ中野くん（ボーカル）・パッパラー河合（ギター）・三宅裕司（ドラム）「Runner」（爆風スランプ）
  - 二宮「ドライフラワー」（優里）[22]
- 人気子役・輝星ちゃん 亡き父との約束 トライアスロン 51km に挑戦！
  - 二宮・中丸・山田「希望の轍」（サザンオールスターズ）（8月28日：9:20頃）[23]
  - Sexy Zone 「RUN」（8月28日：14:10頃）[24]
- すぎやまこういち物語　ドラゴンクエスト『序曲』知られざる誕生秘話（8月28日：9:55）
  - 波瑠（指揮） x 石垣第二中学校 吹奏楽・マーチングバンド部「ドラゴンクエストメドレー」[25]
- 会いたい！応援歌メドレー（8月28日：13:30頃）[26]
  - MONGOL800「あなたに」
  - 澤田知可子「会いたい」
  - AKB48「会いたかった」
  - ジャにのちゃんねる「ハルカナ約束」（KAT-TUN）、「明日へのYELL」（Hey! Say! JUMP）
  - 全員「AMBITIOUS JAPAN!」（TOKIO）
- 最後のサライ～ミュージシャン加山雄三の決断～（8月28日：15:35頃）
  - 加山雄三・谷村新司「サライ」（加山雄三・谷村新司）
- MISIAが31年ぶりの再会！故郷の島で歌を教えてくれた恩師（8月28日：16:20頃）
  - MISIA「希望のうた」[27]
- YOSHIKIとウクライナから来たバレリーナ　日本への感謝、そして決意のダンスショー（8月28日：18:35頃）
  - YOSHIKI x ネリア・イワノワ「ENDLESS RAIN」[28]
- 24時間100キロマラソン～グランドフィナーレ
  - 松平健「マツケンサンバII」[29]
    - 松平はさいたまスーパーアリーナで開催された「Animelo Summer Live 2022 -Sparkle-」でもマツケンサンバIIを披露していた。

  - 全員「Happiness」(嵐)、「どんなときも。」(槇原敬之)、「YAH YAH YAH」(CHAGE&ASKA)、「負けないで」(ZARD)、「サライ」（加山雄三・谷村新司）

### タイムテーブル
| 時間            | コーナー名                                                                                      |
| --------------- | ----------------------------------------------------------------------------------------------- |
| 8月27日 18:30 - | 24時間テレビ PART.1                                                                             |
| 18:30 -         | オープニング                                                                                    |
| 18:45 -         | 胸から下がマヒした女性の人生かけた願い おなかの我が子に会いたい！その瞬間のドキュメント（山田） |
| 19:10 -         | 橋本環奈と耳の不自由な子どもだち 心ひとつに挑む応援団パフォーマンス                             |
| 20:10 -         | もう一度あの声に会いたい…河村亮 実況に捧げたアナウンス人生                                      |
| 20:40 -         | 羽生結弦に会いたい！プロ転向後テレビ初演技 被災地へ…17歳の少女へ…思いを込めたSPショー           |
| 20:55 -         | 東日本大震災から11年…二女を捜し続ける父                                                         |
| 21:20 -         | ドラマスペシャル『無言館』                                                                      |
| 23:15 -         | 24時間もヒッパレ！あの名曲に会いたい！                                                          |
| 8月28日 1:55 -  | 24時間テレビ PART.2                                                                             |
| 1:55 -          | ジャにのちゃんねるは眠らない！深夜の日テレ系 伝説の映像大賞                                     |
| 5:00 -          | 24時間テレビ PART.3                                                                             |
| 5:00 -          | 日テレキャスター大集合！24時間テレビ的ニュースショー                                            |
| 5:35 -          | ロシアによる侵攻から半年 有働由美子が戦地ウクライナへ                                           |
| 5:45 -          | 日本列島ダーツの旅的全国1億人インタビュー                                                       |
| 6:00 -          | 世界的戦場カメラマン小原玲 人生をかけて撮った最後の一枚は…                                      |
| 6:20 -          | 桝の長年のギモンに答える人 生態系を守る画期的アプリとは？                                       |
| 6:30 -          | 伝説の家政婦志麻さん 全国朝どれ食材 LIVEキッチン！                                              |
| 6:43 -          | NNNニュースサンデー                                                                             |
| 6:55 -          | 24時間テレビ PART.4                                                                             |
| 7:00 -          | 30年前の忘れられない記憶 藤井貴彦の原点 キング・カズとの出会い                                  |
| 8:10 -          | あなたの会いたい人 ～東日本大震災で少女が警察官と誓った約束～ （菊池）                          |
| 8:20 -          | 奇跡の瞬間を見逃すな！ジャにのスゴ技生チャレンジ                                                |
| 8:30 -          | 相葉雅紀、会って自分の目で確かめたい～保護犬トリミングの その先～                               |
| 8:55 -          | 人気子役・輝星ちゃん 亡き父との約束 トライアスロン 51km に挑戦！（菊池）                        |
| 9:20 -          | 日本列島ダーツの旅的全国1億人インタビュー                                                       |
| 9:30 -          | 私がママになる日～遠藤和さんの命の日記～                                                        |
| 9:55 -          | すぎやまこういち物語 ドラゴンクエスト『序曲』知られざる誕生秘話                                 |
| 11:14 -         | NNNストレイトニュース                                                                           |
| 11:24 -         | 24時間テレビ PART.5                                                                             |
| 11:25 -         | 日本列島ダーツの旅的全国1億人インタビュー（本田望結＆真凜）                                     |
| 11:40 -         | ～生き別れになってしまった姉妹29年ぶりの再会～                                                  |
| 11:50 -         | 片腕を失った少女が ひと夏の挑戦！チアパフォーマンス                                             |
| 12:24 -         | 24時間テレビ PART.6                                                                             |
| 12:25 -         | 日本に元気を！戦後70年を彩る ダンス＆ファッションSPショー （『ヒルナンデス！』メンバー）        |
| 13:10 -         | 日本列島ダーツの旅的全国1億人インタビュー （中丸・菊池）                                        |
| 13:30 -         | 会いたい！応援歌メドレー                                                                        |
| 14:10 -         | 燃える闘魂！ アントニオ猪木がなぜ闘病生活を見せるのか                                           |
| 14:30 -         | 国技館で逢いましょう                                                                            |
| 15:35 -         | 最後のサライ～ミュージシャン加山雄三の決断～                                                    |
| 16:20 -         | MISIAが31年ぶりの再会！故郷の島で歌を教えてくれた恩師                                           |
| 16:54 -         | NNNニュース                                                                                     |
| 16:59 -         | 24時間テレビ PART.7                                                                             |
| 17:00 -         | 亡き母から二十歳の私へ…時を越えて届いた奇跡の贈り物（山田）                                     |
| 17:35 -         | 笑点×24時間テレビ 対抗大喜利                                                                    |
| 18:35 -         | YOSHIKIとウクライナから来たバレリーナ 日本への感謝、そして決意のダンスショー                    |
| 19:00 -         | 手足が動かなくなる病…それでも笑顔で！ 少女の夢を叶えるパラデル漫画プロジェクト（中丸）          |
| 19:25 -         | 車いすの少年とジャにのちゃんねる 心をひとつに！ 集団フォーメーションダンス                      |
| 20:30 -         | グランドフィナーレ                                                                              |

※赤文字は時刻表示有り。

## 番組宣伝、関連番組出演
以下はメインパーソナリティー「ジャにのちゃんねる」メンバーの番組宣伝、関連番組出演（放送日時順）
| 放送日        | 番組名                                                                | 出演者             | 備考                                     |
| ------------- | --------------------------------------------------------------------- | ------------------ | ---------------------------------------- |
| 2022年4月23日 | 1億3000万人のSHOWチャンネル                                           | ジャにのちゃんねる | 24時間テレビメインパーソナリティー発表   |
| 2022年7月30日 | King & Princeる。                                                     | 二宮、中丸         |                                          |
| 2022年8月14日 | シューイチ                                                            | 中丸               |                                          |
| 2022年8月14日 | ザ!鉄腕!DASH!!                                                        | 二宮               |                                          |
| 2022年8月14日 | 行列のできる法律相談所                                                | 二宮、菊池         | 菊池はVTR出演                            |
| 2022年8月15日 | 有吉ゼミSP                                                            | 山田               | VTR出演                                  |
| 2022年8月19日 | 沸騰ワード10 2時間SP                                                  | 二宮               | VTR出演                                  |
| 2022年8月20日 | 1億3000万人のSHOWチャンネル                                           | 菊池               | VTR出演                                  |
| 2022年8月21日 | シューイチ                                                            | 中丸               | レギュラー出演                           |
| 2022年8月21日 | ニノさん                                                              | ジャにのちゃんねる | 二宮、菊池はレギュラー出演               |
| 2022年8月21日 | スクール革命!                                                         | 山田               | レギュラー出演                           |
| 2022年8月21日 | ザ!鉄腕!DASH!!                                                        | 二宮               |                                          |
| 2022年8月22日 | ZIP!                                                                  | 中丸               | 日テレジャック                           |
| 2022年8月22日 | スッキリ                                                              | 中丸               | 日テレジャック                           |
| 2022年8月22日 | バゲット                                                              | 中丸               | 日テレジャック                           |
| 2022年8月22日 | ヒルナンデス!                                                         | 中丸               | 日テレジャック                           |
| 2022年8月22日 | ミヤネ屋                                                              | 中丸               | 日テレジャック                           |
| 2022年8月22日 | news every.                                                           | 中丸               | 日テレジャック                           |
| 2022年8月22日 | 世界まる見え!テレビ特捜部 2時間SP                                     | 中丸               |                                          |
| 2022年8月22日 | しゃべくり007                                                         | ジャにのちゃんねる |                                          |
| 2022年8月23日 | ZIP!                                                                  | 菊池               | 日テレジャック                           |
| 2022年8月23日 | スッキリ                                                              | 菊池               | 日テレジャック                           |
| 2022年8月23日 | バゲット                                                              | 菊池               | 日テレジャック                           |
| 2022年8月23日 | ヒルナンデス!                                                         | 菊池               | 日テレジャック                           |
| 2022年8月23日 | ミヤネ屋                                                              | 菊池               | 日テレジャック                           |
| 2022年8月23日 | news every.                                                           | 菊池               | 日テレジャック                           |
| 2022年8月23日 | 一撃解明バラエティ ひと目でわかる!!                                   | 菊池               |                                          |
| 2022年8月24日 | ZIP!                                                                  | 二宮               | 日テレジャック                           |
| 2022年8月24日 | スッキリ                                                              | 二宮               | 日テレジャック                           |
| 2022年8月24日 | バゲット                                                              | 二宮               | 日テレジャック                           |
| 2022年8月24日 | ヒルナンデス!                                                         | 二宮               | 日テレジャック                           |
| 2022年8月24日 | ミヤネ屋                                                              | 二宮               | 日テレジャック                           |
| 2022年8月24日 | news every.                                                           | 二宮               | 日テレジャック                           |
| 2022年8月26日 | ZIP!                                                                  | 山田               | 日テレジャック                           |
| 2022年8月26日 | スッキリ                                                              | 山田               | 日テレジャック                           |
| 2022年8月26日 | ヒルナンデス!                                                         | 山田               | 日テレジャック                           |
| 2022年8月26日 | ミヤネ屋                                                              | 山田               | 日テレジャック                           |
| 2022年8月26日 | news every.                                                           | 山田               | 日テレジャック                           |
| 2022年8月26日 | 沸騰ワード10                                                          | 中丸               |                                          |
| 2022年8月27日 | King & Princeる。                                                     | 二宮、中丸         |                                          |
| 2022年8月27日 | 24時間テレビまであと3時間!スタート直前マラソン兼近生中継!直前生放送SP | ジャにのちゃんねる | 中丸と菊池、二宮と山田のペアが交代で出演 |
| 2022年8月29日 | ZIP!                                                                  | ジャにのちゃんねる | 24時間テレビ舞台裏特集、インタビュー     |
| 2022年8月29日 | スッキリ                                                              | ジャにのちゃんねる | 24時間テレビ舞台裏特集、インタビュー     |
| 2022年8月29日 | バゲット                                                              | ジャにのちゃんねる | 24時間テレビ舞台裏特集、インタビュー     |
| 2022年8月29日 | news every.                                                           | ジャにのちゃんねる | 24時間テレビ舞台裏特集、インタビュー     |

## スタッフ
24時間テレビ45「愛は地球を救う」
- 技術統括：鎌倉和由
- 美術統括：大川明子
- 総合TD：沼田広美
- マイクロプラン：藤原将展
- 音声プラン：梓沢曜平
- SDC・SOC︰丸山慶、渡邊佳寛、桧皮一、小野佳祐、月城徳守、柳沼孝
- CVセンター︰杉田佳則、大坪拓、伊藤充彦、金田舞伽、秦優貴、近藤裕介
- マスター︰河野優子、土方勇翔、梶川卓雅、阿部正輝、北川基、梶本智明
- 放送進行︰門間正晃、藤本ラナ、瀬川尚子、綾部祐輔
- 回線ブッキング：加藤崇行、林綾子、立原直樹、辻直哉
- 電話回線設備︰石中史彦、久保龍也、酒向綾、柴田真之介、瀬谷采花、戸田将登
- CGデザイン：堀江隆臣、鈴木晴花、深川侑紀、与谷輔、高木陽基、白鳥優莉、一戸崇、長谷川晴加、中島美央莉、園田悠之佑、桾澤勇、坂口剛謙、林芳樹、狩野博貴、日野裕介、田中陽、岸楓馬、島野真紀、山本修平、遠藤俊也
- 宣伝部：平井杏奈、橋本典子
- 編成：今井大輔、平本典昭
- ネットワーク：河本香織、鈴木信
- 取材担当プロデューサー：上田崇博、傳克文
- 技術協力：NiTRO
- 美術協力：日テレアート
- 警備本部：八木元、宮木宣嗣、黒田努、石倉伸一、小山新次郎、大河敏一

告知
- - プロデューサー：越山理志、草場千恵、操谷亮、富田晶子
  - 演出：柏原萌人
  - ディレクター：坂本侑哉

PR
- - ディレクター：西本幸平、藁科啓、鈴木潤一郎、萩原哲也、稲葉一馬、勝見桃子、峯村翼、大野涼平
  - プロデューサー：川口信洋、深谷圭二、伊藤実枝子、高橋正昭、平井秀和、斉藤陽子、村岡克紀、蒲生晃太、澤野由佳

チャリTシャツデザイン
- - アーティスト：長場雄
  - プロデューサー：伊藤茉莉衣、藤島幸輔

デジタルコンテンツ
〔コンテンツ制作局〕
- - プロデューサー：高浜稜、清家未来
  - 〔ICTビジネス局〕：中村圭吾、岩鼻優、寺山晃平

〔ホームページ〕
- - プロデューサー：松村優衣
  - ディレクター：倉又広行
  - デザイナー：加藤美帆、太田日向子
  - システム：眞坂雅由美、佐藤彩枝

〔データ放送〕
- - ディレクター：髙山祐司
  - 技術：菊原富貴也、伊藤拓也
  - デザイナー：茂住彩織
  - エンジニア：中谷海斗
- 〔動画配信〕：勝倉功、今村心悟、吉田宗弘
- 〔スマホARアプリ〕：藤井彩人、堤泰生、神田有沙、山内真央

〔バーチャル募金列〕
- - ディレクター：丹羽理沙子

横浜日産グローバル本社ギャラリー
- - 特別協賛：日産自動車
  - TD：岩原正明
  - SW：大谷アグリ
  - カメラ：海野亮
  - 配信：寺井赳博
  - MIX：日下部巌
  - VE：早野真人
  - 照明：池長正宏
  - 音響：三上修次
  - 音効：高橋秀治
  - モニター：久保和也
  - 演出：川口順也
  - ディレクター：小見早苗、辻川稜
  - プロデューサー：徐真然、藤田志帆、内藤葵

汐留本社S1サブ放送本部
- - SW：高田憲一、松嶋賢一、岩本茂、鈴木健司
  - 音声：星野正樹、中野裕介、瀧島要介、依田真和、瀧健太郎、大浦政宣
  - 調整：池田祐一郎、尾山直樹、小山龍一、中村晋也
  - 音楽効果：鈴木信行
  - VTR出しディレクター：星野隆夫、佐藤伸一、島袋みさと
  - TK：坂本幸子、山沢啓子、長坂真由美、竹島祐子、山岸由佳、奈良里美、神保よしみ、伊村佳恵、田中美南子
  - ECG：宮前芳恵、吉本江里菜、辻根昌枝
  - 技術・ネットコーディネート：鶴岡陽太、本間雄二郎、淺沼丈生、上野真二
  - プロデューサー：服部完英

オープニングアバン
- - ディレクター：加藤健太、久島拓也、井上実祈
  - プロデューサー：森下典子

24時間もヒッパレ
- - ナレーター：林田尚親
  - SW：蔦佳樹
  - CAM：福田伸一郎
  - VE：向山江梨佳
  - MIX：小境健太郎、白水英国
  - 照明：藤山真緒
  - TK：大岡伸江、春日千佳子
  - ECG：千代裕子、齋藤さやか
  - 美術プロデューサー：葛西剛太
  - デザイン：道勧英樹、米津成美
  - 大道具：海老沼浩二、矢口幸二
  - 電飾：花谷恭祐
  - ディレクター：籾山祐樹、中野貴文、庄司名衣、安達穣史、飯泉匡平、西脇未樹、諏訪裕紀、西戸裕太郎、澤田陸、浅野風太
  - プロデューサー：岩崎小夜子、清水紀枝、武藤利治、本橋武夫、平光綾、稲積桃花、橋本隆
  - 監修：菅原正豊
  - 演出：徳永清孝

深夜の日テレ系 伝説の映像大賞
- - ナレーター：森富美（日本テレビアナウンサー）
  - SW：村松明
  - MIX：蔭山友紀子
  - デザイン：松浦なつみ
  - 大道具：竹村頼
  - アーカイブ：望月直央、大塚祐輝
  - リサーチ：羽柴千晶、明田有紀子
  - デスク：佐藤恵子
  - 音効：岡沢秀二
  - ディレクター：小川大輔、西岡正純、山本圭亮、松本花野、永田千智、野口祥子
  - プロデューサー：鈴木和昭、菊池洋輔、橋本直美、吉脇丈志、塩水可菜子
  - 演出：福田龍

感謝のスター生電話
- - ディレクター：蒲龍太郎、小林亘
  - プロデューサー：佐野正法、石原由季子、森川高行

風間俊介 日本一に会いたい弾丸旅
- - ナレーター：あおい洋一郎
  - 演出：高橋左和巳
  - ディレクター：大森遼
  - プロデューサー：森山琢哉、中澤亜友、徳江澄夏

ジャにのスゴ技生チャレンジ
- - ナレーター：服部伴蔵門
  - チーフディレクター：田村幸大、山際梨紗
  - ディレクター：日比野大輔、田中美帆、石坂啓人
  - プロデューサー：横山優花

トライアスロンにチャレンジ
- - ナレーター：あおい洋一郎
  - TD：星勇次
  - マイクロ：船越正道
  - SW：原島伸光
  - CAM：山内新太
  - ドライク：寺澤由明
  - ボート：池田亮
  - MIX：板橋翔
  - VE：明庭保昭
  - ASS：伊藤舞香
  - ドローン：宮崎要裕、高橋一徳
  - ドライバー：西村栄太郎
  - ロケ技術：SWISH JAPAN
  - 協力：日本トライアスロン連合、潮来市
  - 中継ディレクター：伊村幸多朗、西村明浩
  - 中継FM：平田祥士
  - 中継プロデューサー：鶴田史隆、吉村真人、池宮城太一
  - ディレクター：宇井久美香
  - VTR演出：築地敦史
  - 中継演出：長谷川たかし
  - 演出：柳沢英俊
  - プロデューサー：齋藤久美子、輿石将大、仲田竜馬

〔トライアスロン汐留リモサブ〕
- - CGデザイン：柴田光敏、鈴木康之
  - ECG：今泉瑞希
  - TK：石島加奈子
  - コーディネーション：松本和将
  - MD：小沢鷹士
  - ディレクター：佐藤紘、小熊悠介、一ノ瀬大吾

EXIT兼近 24時間100キロマラソン
- - ナレーター：あおい洋一郎
  - 移動車TD：橋詰聖仁
  - 定点中継TD：萩野谷直樹
  - SW：今別府元気
  - MR-TD：柳澤圭佑、岡本卓也
  - MIX：村元天峰
  - CAM：金子紘之、米澤嘉浩、宮路龍太、岩佐淳司
  - マイクロ：岩上貴士、橋口貫太郎
  - ドライバー：舩木柳宏、山本貴士、宮下暁彦
  - 簡易中継TD：鴇田晴海
  - 簡易中継VE：河内恵一
  - 簡易中継カメラ：上杉隆寛
  - 照明：千葉雄
  - 美術：三浦昭彦
  - デザイン：佐藤香穂里
  - 大道具：松橋滉平
  - マラソントレーナー：坂本雄次
  - サポートトレーナー：中川修一、上北泰弘
  - サポートランナー：宮田祐杜、佐藤成人
  - マラソンコーディネーター：比企啓之、樺山こぬれ
  - サポートスタッフ：小澤義一、大穀敬太、川崎慶太
  - 制作進行：日下潤
  - デスク：田口美和子
  - S1コーディネーター：池山愛奈、坂谷侑子
  - ダイジェストVTR：遠藤隼人、楠木里紗
  - ディレクター：前田大輔、本田拓也、東海林大介、曽我翔、齋藤郁恵、栁川雄洋、辻正記、竹内潤、臼杵優士、絹川和希、齊藤篤史
  - 演出：有田駿介
  - プロデューサー：田中俊光、阿河朋子、木村優子、小川明人、田辺わたる、笠間有美、梅村昇平、岡本あかね

日本列島ダーツ1億人インタビュー
- - ナレーター：町田浩徳（日本テレビアナウンサー）
  - ディレクター：森田隆行、大石正通、角尚紀
  - プロデューサー：久道恵、須藤大介、海老澤友美子

会いたい企画 国技館フロアー
- - フロアディレクター：林田竜一、広江孝吉、疇地祐介、前田さき、綾部未希
  - プロデューサー：橋本隆司、山森真実

我が子に会いたい！その瞬間のドキュメント
- - ナレーター：木村多江
  - 広島テレビ：大橋秀雅、金丸真帆
  - CAM：三浦貴広、小長井大輔
  - ディレクター：糸賀綾香、牧野邦彦
  - プロデューサー：野中翔太、吉川美由紀、小澤亜都沙

橋本環奈 応援団パフォーマンス
- - 制作進行：小椋太一、塩崎茜、原子美優
  - ディレクター：小林泰、橋本宗太郎
  - プロデューサー：渡邊菜月、本橋由美子、八木田祐子、寺井沙帆
  - 演出：大塚太智

河村アナ 実況に捧げたアナウンス人生
- - ナレーター：貫地谷しほり
  - 演出：福田逸平太
  - ディレクター：小村直之、上田容史

羽生結弦に会いたい!SPアイスショー
- - ナレーター：窪田等
  - TM：佐々木学
  - CAM：新野浩史
  - PA：佐藤友宣
  - 照明：橋本歩
  - 技術協力：ミヤギテレビサービス、東北共立
  - ディレクター：矢羽々真琴、三原大輔、関雄三
  - PD：海老澤明子
  - 報道P：小江翼、星川泰応
  - プロデューサー：大越理央、清千里、渡邊侑加

東日本大震災 二女を捜し続ける父
- - ナレーター：杉上佐智枝（当時：日本テレビアナウンサー）
  - 写真提供：岩波友紀
  - ディレクター：山口大輔、黒田沙季
  - プロデューサー：菅沼和美

24時間テレビ的ニュースショー
- - TD：天内理絵
  - SW：三井隆裕
  - CAM：伊藤孝浩
  - MIX：亘美千子
  - VE：山口考志
  - N1-TM：岡﨑邦章
  - TK：鈴木リサ
  - ECG：石黒好美
  - 音効：島野高一
  - 美術プロデューサー：上條宏美
  - デザイン：浅田一花
  - ディレクター：安藤洋之、石川直志、中山建治、菊地庸太、植田直也、竹内花奈、天羽綾乃、山口順平、佐藤正己、勝呂雄介、福士昌希、杉山優美香、青木拓也、松本穂乃香、南大樹、牧尾太知、増田廉、髙島菜々美、金子智博、江口真也
  - プロデューサー：安彦真利江、中島朋彦、長谷川智彦、大倉雅弘、深谷麻衣子、川崎文平、杉本純子、田口舞、五十嵐恵
  - チーフプロデューサー：髙橋雅昭
  - デスク：藤田賢治、川原大輔

戦場カメラマン小原玲
- - ディレクター：村松佑亮、田中瑞絵
  - プロデューサー：飯髙昌宏、久石悠子

ネット局 朝どれLIVEキッチン!
- - 福島中央テレビ：藤井千裕、藤田潮
  - 福井放送：松村和也、新岡琢哉
  - 福岡放送：白澤篤人、前田憲人
  - プロデューサー：矢野尚子、坂本水奈
  - ディレクター：神谷美帆
  - 演出：高井健司
  - 志麻さん演出：森谷将

募集企画 あなたの会いたい人
- - ナレーター：山田涼介
  - プロデューサー：貝山京子、森亜希子、小松愛
  - ディレクター：小倉寛太

相葉雅紀 保護犬トリミング
- - ナレーター：有働由美子
  - 演出：上利竜太
  - チーフディレクター：鴻巣祐司
  - ディレクター：西宮義和
  - プロデューサー：天野英明、榎本晃子
  - 制作進行：伊藤拓也

笑ってコラえて企画 私がママになる日
- - 演出：小澤龍太郎
  - ディレクター：高木梨奈、幾留くるみ
  - プロデューサー：江尻直孝、佐藤真澄

すぎやまこういち ドラゴンクエスト誕生秘話
- - ナレーター：あおい洋一郎
  - 協力：株式会社スパイク・チュンソフト、株式会社スクウェア・エニックス、スギヤマ工房、堀井雄二
  - 監修：岡本北斗
  - ディレクター：上野詩織、田野辺陽平
  - プロデューサー：合田伊知郎、落合楓、井上智晶

片腕を失った少女がチアパフォーマンス
- - 音効：保苅智子
  - プロデューサー：黒川こず枝
  - ディレクター：鈴嶋直子、赤坂謙

ヒルナンデス ダンス＆ファッションショー
- - 美術プロデューサー：牧野沙和
  - 衣裳：佐藤和代
  - 持道具：市橋理恵
  - ディレクター：馬目雅寿、富永恵也、大山藍、和田遥香、藤原亜矢、安渡信太郎、錦織信彦、山口大輔、濱野圭佑、佐藤安圭理、小澤恵、沖野晃良
  - 演出：五歩一勇治、中原芳、木村将士
  - プロデューサー：三觜雅人、鈴木将大、金沢浩二、朝倉康晴、飛戸亜紀、武田佳子、神田富士江、中村恭子、天野菜美

内村＆サンド ランナー応援プロジェクト
- - プロデューサー：山川好美、本井雅美、澁谷七海
  - 演出：前川瞳美
  - ディレクター：松本尚也

闘魂 アントニオ猪木
- - ナレーター：林田尚親
  - 演出：吉川真一朗
  - ディレクター：木下仁志
  - プロデューサー：大野もも

国技館で逢いましょう
- - ナレーター：林田尚親
  - ディレクター：齋藤直人、砂川隼樹
  - 演出：中村文彦、渡辺学
  - プロデューサー：入江若菜、阿部さちよ、廣瀬詩歩、佐々木麻理菜

最後のサライ 加山雄三の決断
- - ナレーター：二宮和也
  - 制作進行：小木しつか、杉沢杏奈
  - 音効：吉田比呂樹
  - ディレクター：安戸あゆみ
  - プロデューサー：三浦由舞、南里梨絵、三宅佐和子

MISIA 故郷の島の恩師
- - ロケカメラ：西岡慶太
  - ロケVE：甲斐雄貴
  - ディレクター：比嘉智樹、新井章司、橋村和幸
  - プロデューサー：藤本弘志

亡き母から二十歳の私へ
- - 映像協力：西日本放送
  - チーフディレクター：北條学
  - ディレクター：豊村奈緒美
  - プロデューサー：河野安治、新井若菜

チャリティー笑点
- - SW：宮崎和久
  - カメラ：赤澤知弘
  - 照明：小川勉
  - 音声：山口直樹
  - 音効：宮川素子
  - 美術：櫻場千尋
  - デザイン：大住啓介
  - 大道具：田村佳久
  - 小道具：佐々木洋平
  - メイク：外山奈津子
  - 衣装：栗田佐智子
  - 仕出し客：広畑尚哉
  - 協力：越智有紀子
  - スチール：林寛
  - スーパーバイザー：財津功
  - TK：中村ひろ子
  - 制作進行：奥山知美
  - ディレクター：高木裕司、福田拓也、五十嵐くるみ
  - プロデューサー：飯田達哉、辰巳暢一、山口裕之、福田一寛
  - 統轄プロデューサー：宮本誠臣
  - チーフプロデューサー：倉田忠明

YOSHIKIとウクライナから来たバレリーナ
- - ナレーター：門脇麦
  - 協力：Before Your Trip JP
  - カメラ：石川泰之
  - 音効：金沢裕一
  - 振付指導：針山愛美
  - ディレクター：嵐修三郎、竹田爽輝、後藤駿介、寺野慎一郎、髙瀬美緒
  - プロデューサー：吉無田剛、佐々木誠、大野光浩、鈴木康裕、松本恭誠
  - 演出：冨永琢磨

パラデル漫画プロジェクト
- - ナレーター：広末涼子
  - ディレクター：渡辺邦宏、松尾郁弥、三浦広大
  - プロデューサー：藤﨑一成、山口正博、市川義信

車いすの少年とジャにのちゃんねる
- - ナレーター：立木文彦
  - チーフディレクター：黒石岳志
  - ディレクター：齋藤健太、伊澤翔太、今井希、池之上隼太
  - プロデューサー：向山典子、藤森彩夏

両国・国技館
- - TD：中島和真
  - 音声プラン：原秀彰
  - SW：吉田健治、荻野高康、中村哲也、北折雅人
  - カメラ：大庭茂嗣、矢作陽一、島田佳奈、高木亮、小林沙祐里、細野和貴、高野信彦、佐藤裕司、下谷哲生、茅野竜徳、川島佑介、早川智晃、門田健、山内剛、木藤和久、中村佳央、西阪康史、小野寺裕太、片山雄斗、高木佳菜、渡邊晃
  - 音声︰小原正広、杉村理紗、大越克人、伊藤義典、岡田洋一、宮内貞、林英毅、松村美緒、滝口祐造、富樫尚耶、森優子
  - 調整︰鈴木裕美、藤原達記、高橋卓、鈴木昭博、横山秀樹、喜屋武寛之、児玉大輔、柳原拓実、松村弘美
  - 音楽効果：西谷香澄、岡崎宏、橘哲夫
  - 照明：井口弘一郎、小笠原雅登、大矢晃、中山佑宇、掛橋司、岩井千知、貫井亜廉
  - テレビモニター：杉山知浩
  - マルチモニター：小内一豊
  - レーザー：狩野琴
  - 楽器レンタル：佐藤継信
  - 美術プロデューサー：山本澄子
  - デザイン：北原龍一、波多野真理
  - 設営︰石原隆、金丸真土
  - 特殊効果︰内山栄一
  - 大道具︰下吉克明、鷲嵜季映、櫻岡諒、山本純樹
  - 電飾︰平ノ内厚夫、糸数青祥、佐久間康仁
  - アクリル装飾︰松本健、山田隼人
  - 小道具︰伊沢英樹
  - 花装飾︰原京子
  - メイク：奥松かつら
  - VTR出しディレクター：高橋篤史、八隅秀哲、片岡大地
  - ステージング：MIKO、木下空耶
  - TK：矢島由紀子、桜井えみこ、田中彩、山際慎子
  - 編曲：たかしまかんた
  - 演奏：ガッシュアウト、フェイスミュージック
  - コーラス：フィジー、ミュージッククリエイション、日テレ学院
  - 日テレ学院コーラスコーディネーター：飯田啓之、谷口あかり
  - 出演者ゲストプロデューサー：杉山直樹、高松明央、済本明里、大橋あり、切替愛、村越多恵子、山崎みみ、加藤晋也、古林茉莉、河野夏美、南斉岬
  - フロアディレクター：稲元雅俊、氣賀澤宏隆、高橋康之、川島啓史、田中もも、片岡明日香、則武有希子、芝崎正尭、後藤喬之、落合聖仁、喜多祥子、小手川由莉、西出凌太朗、原皓史、文元麻由奈、松原凱人、宮嶋果南
  - ケータリング：西倉渚沙、石塚理、塚本由比奈、高橋幸浩
  - 国技館コーディネーション：内藤智子、光岡裕子、脇阪真琴、山崎李奈、甲斐主現
  - 国技館企画演出：増田雄太、市川隆
- 協力：公益財団法人 日本相撲協会、アフロ
- 制作協力：アガサス、AX-ON、いまじん、えすと、オフィスKR、オリオンクルー、kimika、極東電視台、ゴッドキッズ、ZION、ザ・ワークス、ジッピー・プロダクション、ジーヤマ、仁プロデューシング、厨子王、セプテンバー、創輝、てっぱん、文化工房映像、東阪企画、日企、日テレイベンツ、ハウフルス、パッション、ブームアップ、モスキート、ユニオン映画、ランナーズ・ウェルネス、ロール・ワン
- 構成作家：桜井慎一、ヒロハラノブヒコ、川上トリオ、木南広明、アリエシュンスケ / 会沢展年、石塚祐介、大谷裕一、菊池裕一、木野聡、小林清人、小林哲也、佐藤かんじ、清水隆佑、城啓介、杉山奈緒子、竹田慎、太崎泰義、橋本大介、はっしー橋本、堀江里光、町山広美、三木睦郎、山田浩康

24時間テレビ事務局
- - 事務局長：渡邉修三
  - 事務局：若月英宏、反町礼、高見俊彰、武井実、梅村由紀、岩久みか、野口真奈
- キャッシュレス募金：財津功靖、守屋さつき、佐藤瑞保、福田拓未
- ボランティア本部：柚木洋彦 草の根チャリティーネットワーク
- 制作進行：東原祐子、西村友美、森美紀子
- 制作：森實陽三、松原正典、伊佐治健/清水星人、三浦俊明、田中宏史、福地聡
- 国技館ディレクター：渡邉友一郎、原司、廣瀬隆太郎、佐々木万由子、須原翔、小松正樹
- 汐留本社S1サブディレクター：井上将司、河村哲平、中川ゆりや、小林瑶一朗
- S1サブ演出：髙橋利之、古立善之、橋本和明
- 全体進行：斉藤寿
- 国技館演出：石﨑史郎
- プロデューサー：新井秀和/河野雄平、沢田健介、國谷茉莉/小林拓弘
- 総合プロデューサー：宮崎慶洋
- 総合演出：水嶋陽
- チーフプロデューサー：江成真二
- 制作指揮：松本達夫
- 製作著作：日本テレビ

## 視聴率
2022年8月29日に本番組の視聴率がビデオリサーチから発表され、番組全体での平均世帯視聴率は13.8%、平均個人視聴率は8.1％。同月28日の19:00〜20:54の平均世帯視聴率は22.2％、平均個人視聴率は14.5％、世帯視聴率での瞬間最高は20時46分の28.9％をそれぞれ記録した（いずれも関東地区）。
なお、昨年の番組全体の視聴率は歴代29位タイの世帯視聴率12.0％、瞬間最高視聴率は23.4％だった。
時間別世帯視聴率は以下の通り。
15.0% PART①
13.9% 24時間テレビドラマスペシャル「無言館」(21:00頃)
11.4% PART②
4.2% PART③
6.5% PART④
15.6% PART⑤ 
14.7% PART⑥ 
15.6% PART⑦ 
17.6% PART⑧ 
20.5% PART⑨
22.2% PART⑩ 加山雄三ラストサライ

## 関連番組
- 1億3000万人のSHOWチャンネル（2022年4月23日・5月14日放送分）[12][15]

メインパーソナリティ、チャリTシャツを発表
- THE突破ファイル（2022年6月2日放送分）[13]

マラソンランナーを発表